# Der Kuhreigen

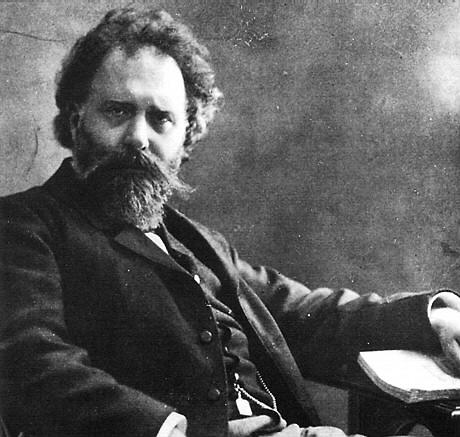
Wilhelm Kienzl

Der Kuhreigen  är en opera (kallad ett 'musikalisches Schauspiel' eller 'musikalisk pjäs') i tre akter med musik av den österrikiske kompositören Wilhelm Kienzl. Librettot skrevs av Richard Batka efter Rudolf Hans Bartschs roman Die kleine Blanchefleur. Den hade premiär på Volksoper i Wien den 23 november 1911.

## Personer
| Roller             | Stämma      | Premiärbesättning den 23 november 1911 Dirigent: Robert Heger |
| ------------------ | ----------- | ------------------------------------------------------------- |
| Blanchefleur       | sopran      | Maria Jeritza                                                 |
| Primus Thaller     | tenor       | Rudolf Ritter                                                 |
| Brayole            | tenor       | Manwald                                                       |
| Cleo               | mezzosopran | Martinowska                                                   |
| Dursel             | bass        | Nicolaus Zeč                                                  |
| Kanzler            | bas         | Resti                                                         |
| Kungen             | bas         | Günther                                                       |
| Marquis de Chézy   | bas         | Walden                                                        |
| Marquis Massimelle | bas         | Markowsky                                                     |

## Handling
Handlingen tilldrar sig i Frankrike under revolutionsåren. Den schweiziske sergeanten Thaller döms för att ha sjungit den förbjudna schweiziske folksången 'Kuhreigen'. Blanchefleur, hustru till Marquis Massimelle, räddar honom och blir själv ett offer för revolutionen.

## Inspelningar
Richard Tauber, som var en kompositörens favoriter, spelade in de två stora tenorariorna för Odeon Records, första gången i april 1920 och andra gången i september 1931. Båda finns utgivna på CD.